# Landsberger Pfähle

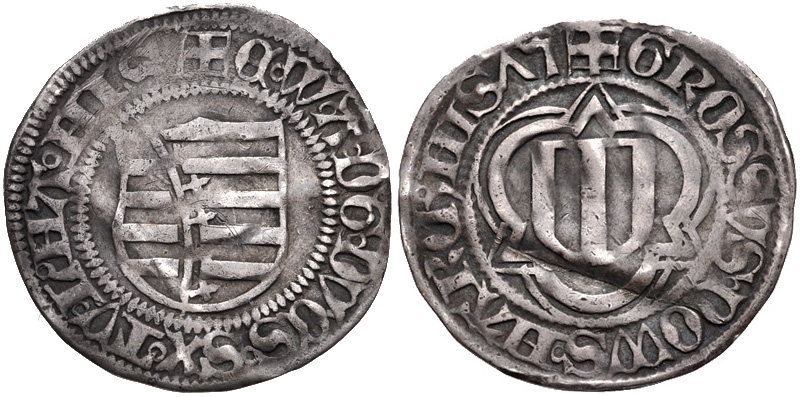
Der Landsberger Pfahlschild auf einem Spitzgroschen von 1475 der Münzstätte Freiberg (rechts im Dreipass)

Wappen der Mark Landsberg

Die Landsberger Pfähle sind in der Heraldik zum festen Begriff geworden.
Es wird ein besonderes Heroldsbild damit benannt, das in Wappen oder einem Wappenfeld auf goldenem Grund zwei blaue Pfähle zeigt. Diese Darstellung ist schon seit 1210 bekannt. 
Diese Pfähle finden sich im Wappen von Chemnitz, Dresden, Leipzig und weiteren Kommunalwappen. Da zwar Leipzig, nicht aber Chemnitz oder Dresden, zur Mark Landsberg gehörte, ist wahrscheinlich, dass letztere später das Wappen von Leipzig kopierten. Chemnitz tauschte die Wappenseiten (rechts mit links), um sich von Leipzig abzuheben, während im Wappen Dresdens die eigentlich blauen Pfähle schwarz tingiert wurden. 

Chemnitz
Dresden
Leipzig

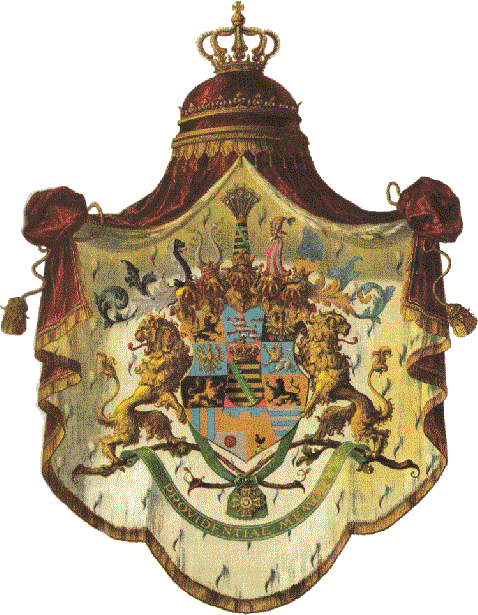
Landsberger Pfähle im großen Wappen der Wettiner

Aus den Familienwappen der Wettiner fanden sie mit der Erweiterung ihrer Machtansprüche auch in den Wappen der Mark Landsberg Einzug. Das Adelsgeschlecht der Wettiner hatte im großen Wappen in der unteren Schildreihe vorn (Schildfußreihe) dieses besondere Heroldsbild. Markgraf Otto der Reiche führte die sogenannten Landsberger Pfähle bis zum Beginn des 15. Jahrhunderts.
Viele Wappen zeigen noch heute die ehemalige Zugehörigkeit zur Markgrafschaft Landsberg.

Städte
Bad Düben
Bad Langensalza
Delitzsch
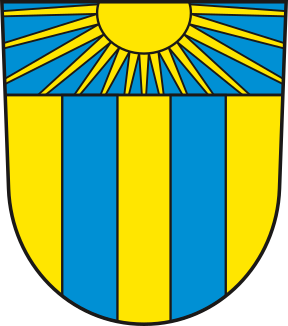
Landsberg
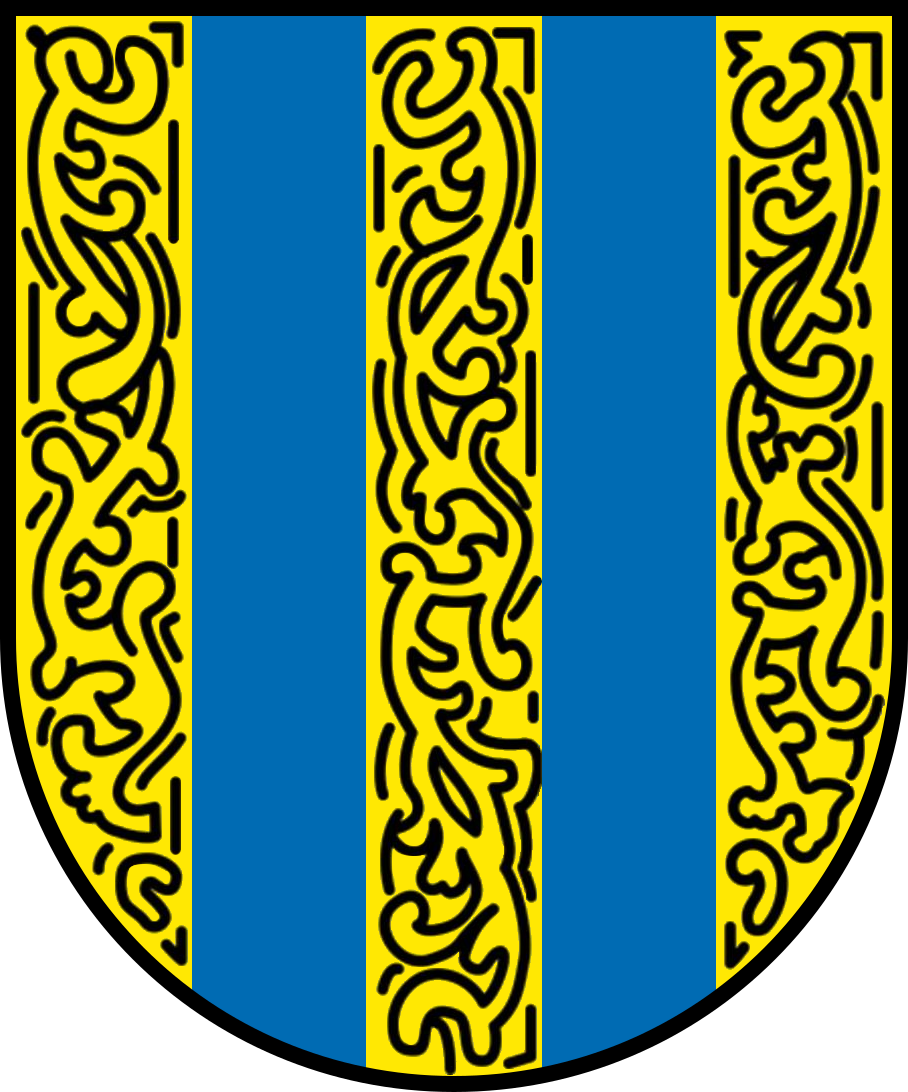
Zörbig, hier mit Damaszierung

Landkreise
Landkreis Nordsachsen mit Wellenpfählen (Elbe und Mulde)
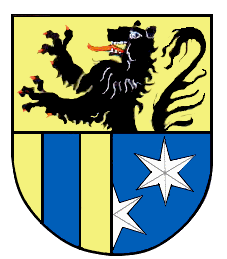
Ehemaliger Landkreis Delitzsch
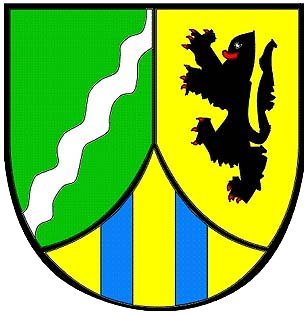
Ehemaliger Landkreis Leipziger Land
Ehemaliger Saalkreis